# Centrale thermique de Perm
La centrale électrique de Perm (en russe : Пермская ГРЭС, Permskaïa GRES) est une centrale thermique alimentée au charbon située à Dobrianka, dans le kraï de Perm, en Russie.

## Historique
La centrale électrique de Perm a été mise en service en 1986. Elle est exploitée par le groupe Inter RAO.